# Heron-Gruppe
Die Heron-Gruppe (Eigenschreibweise ohne Bindestrich) ist ein 1987 gegründetes, Unternehmen mit Sitz in Dornbirn.

## Firmengeschichte
Im Jahr 1987 gründete Christian Beer die Heron Sondermaschinenbau GmbH für die Entwicklung und der Bau von Montageautomaten. 1994 erfolgte die Gründung der Robotunits GmbH. 1999 wurde die Heron CNC-Technik GmbH gegründet. Im Jahr 2001 wurde die Robotunits Inc. in den USA gegründet, drei Jahre später eine weitere Niederlassung von Robotunits in Australien und 2005 in Italien. Nach achtjähriger Entwicklung wurde 2005 das Servus Transportsystem vorgestellt – anschließend erfolgte die Gründung der Servus Intralogistics GmbH. Im Jahr 2008 wurde die neue Firmenzentrale Heron Innovations Factory in Dornbirn fertiggestellt. Anschließend wurde im Jahr 2016 der Betriebsstandort in Dornbirn erweitert. 2020 entwickelte und gründete die Heron Innovations Factory die SAFEDI Distance Control GmbH.

## Auszeichnungen
- 2019 Unternehmer des Jahres[2]
- 2013 Red Dot Design Award[3]
- 2008 Verleihung des Vorarlberger Gesundheitspreises[4]
- 2006 Innovationspreis[5] Servus Intelligenter Transportroboter
- 2002 Auszeichnung als frauen- und familienfreundlichster Betrieb[6]